# Schaal Sels 1991
La Schaal Sels 1991, sessantaseiesima edizione della corsa, si svolse il 27 agosto 1991 su un percorso con arrivo a Merksem. Fu vinta dal belga Edwig Van Hooydonck della Buckler davanti ai suoi connazionali Bart Van De Water e Werner Van Rompaey.

## Ordine d'arrivo (Top 10)
| Pos. | Corridore           | Squadra | Tempo |
| ---- | ------------------- | ------- | ----- |
| 1    | Edwig Van Hooydonck | Buckler |       |
| 2    | Bart Van De Water   |         |       |
| 3    | Werner Van Rompaey  |         |       |
| 4    | Kaspars Ozers       |         |       |
| 5    | Danny Daelman       |         |       |
| 6    | Peter Van Hoof      |         |       |
| 7    | André Vermeiren     |         |       |
| 8    | Nico Desmet         |         |       |
| 9    | Eric Van Eekelen    |         |       |
| 10   | Daniel Verelst      |         |       |